# Покретне слике
Покретне слике (енгл. Moving Pictures; издат 1990) је десети роман Терија Прачета о Дисксвету.

## Радња
Алхемичари Дисксвета су открили октоцелулозу, захваљујући којој могу да праве филмове. У почетку им је идеја била да праве едукативне и историјске филмове и за то су одабрали брдо Холи Вуд близу Анк-Морпорка. Многи људи су очарани „покретним сликама“ и одлазе у Холи Вуд, како би били део филмске магије; између осталих и Виктор Тагелбенд, вечити студент чаробњаштва при Невидљивом универзитету и Теда Вител, несуђена млекарица из места за које нико није ни чуо. Много више леп изглед него таленат за глуму од ово двоје младих људи прави звезде, а од почетне идеје да филмови едукују, настају читави спектакли због утицаја људи жељних моћи, славе и новца. Све њих у Холи Вуду опседају снови и идеје које потичу са једног древног места које је некада штитио човек са златним мачем. Ипак, чаробњаци са Невидљивог универзитета, као и филмске звезде Виктор и Теда наслућују да откриће филма, као и магија која га окружује, уопште нису случајни, већ да су их осмислила бића која желе да униште свет...

## Критике и коментари
О роману су се похвално изразили Доминик Велс (часопис „Time Out“), Фарен Милер („Locus“) и Мори Овен („Daily Mail“). Овен је изјавио да ће ова књига одушевити све „који имају макар трунку смисла за хумор“. Сајт The L-Space Web карактерише дело као препуно асоцијација на холивудске филмове и анегдоте. Па тако, у једној сцени када се трол Детритус удвара Руби, он је по тролском обичају удара каменом у главу. На то, она изговара: „Ударац каменом у главу може бити романтичан, (...), али дијаманти су најбољи пријатељи једној девојци.“ (У оригиналу: ). Песму са овим мотивом пева Мерилин Монро у филму „Мушкарци више воле плавуше“. Такође, у неколико наврата у роману је описана сцена када се неком од ликова подиже сукња услед налета топлог ваздуха, што је такође алузија на исту глумицу. Љубитељи Прачетових дела су приметили да две главне женске улоге и уједно, фаталне жене, имају имена Џинџер и Руби, која су на енглеском језику у вези са црвеном бојом, баш као и Скарлет из филма „Прохујало са вихором“ на који такође постоји алузија у роману. Међутим, Прачет је негирао да му је то била намера, већ се одлучио за ова имена из других разлога. Руби је женка трола, који су у роману камена бића, па је њено име „минерално“. Џинџер је име партнерке Фреда Астера у једом од његових филмова.